# M15/42
M15/42는 이탈리아 왕국이 만든 전차이다. 15는 전차의 무게. 42는 전차의 개발년도를 뜻한다. M13/40 과 M14/41에 이은 중(中)전차이다. 47mm포 1문과 4정의 브레다 38 기관총을 탑재했었다.